# Luciano Fonseca
Luciano Perazzolo Simonetto Fonseca, mais conhecido como Luciano Fonseca ou ainda Luciano Marreta (Caxias do Sul, 11 de maio de 1979), é um futebolista brasileiro que atua como atacante. Jogou pelo Torino F.C Futebol sete e atualmente joga no E.C. Rui Barbosa de Arroio do Meio/RS￼￼, Regional Aslivata 2019.

## Títulos
Juventude
- Copa do Brasil: 1999

Goiás
- Campeonato Goiano: 2002
- Copa Centro-Oeste: 2002

Gama
- Campeonato Brasiliense: 2003